# Szalenik-Kolonia
Szalenik-Kolonia (prononciation [ʂaˈlɛnik kɔˈlɔɲa]) est un village de la gmina de Bełżec, du powiat de Tomaszów Lubelski, dans la voïvodie de Lublin, situé dans l'est de la Pologne.
Sa population s'élevait à 29 habitants en 2006.

## Administration
De 1975 à 1998, le village est attaché administrativement à l'ancienne voïvodie de Zamość.

Depuis 1999, il fait partie de la nouvelle voïvodie de Lublin.